# Vendel Endrédy

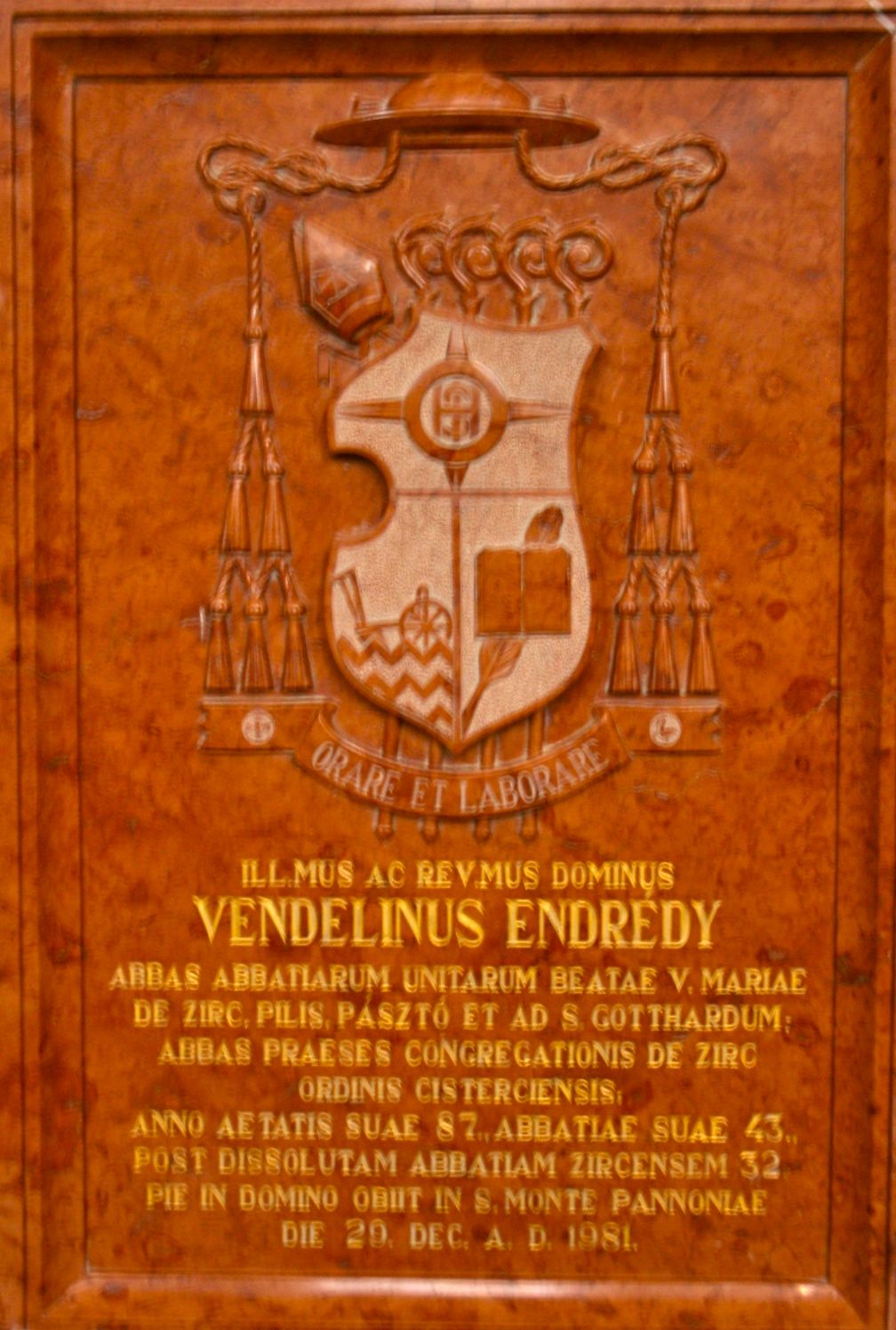
Plakette an der Kirche des Klosters Zirc

Vendel Endrédy SOCist (['vɛndɛl 'ɛndredɪ]; * 19. Januar 1895 als Kálmán Vendel Hadarits in Fertőendréd, Königreich Ungarn; † 29. Dezember 1981 in Pannonhalma) war ein ungarischer Zisterzienser und Abt des Klosters Zirc.

## Leben
Vendel Kálmán Endrédy trat nach dem Abitur am Benediktinergymnasium in Győr 1917 in die Zisterzienserabtei Zirc ein. Er studierte Theologie, Mathematik und Physik in Budapest und war nach Priesterweihe und Lehramtsprüfung Lehrer am Gymnasium der Zisterzienser in Budapest. 1938 wurde er dort Schulleiter und 1939 zum Abt von Zirc gewählt und zugleich Abtpräses der Zircer Zisterzienserkongregation. 1948 enteigneten die Kommunisten das Kloster und die Schulen. Die Mönche wurden vertrieben, Abt Vendel wurde 1950 verhaftet und 1951 zu 14 Jahren Haft verurteilt. Sechs Jahre davon verbrachte er in Einzelhaft. Während des Ungarischen Volksaufstands 1956 kam er kurzzeitig frei, wurde aber 1957 wieder verhaftet und in einem Pflegeheim in Pannonhalma interniert. Dort starb er 1981.